# Mumblecore
Mumblecore est une mouvance du cinéma indépendant américain née au tournant du XXIe siècle,. Ces films sont caractérisés principalement par une production « fauchée » (souvent tournés en numérique), des sujets tournant autour des relations entre personnes de vingt à trente ans, des dialogues en partie improvisés et des acteurs non professionnels. Lynn Shelton, Andrew Bujalski, Mark Duplass, Jay Duplass, Aaron Katz, Greta Gerwig, Joe Swanberg ou Barry Jenkins en sont les principales figures,,.

## Historique
Le mot mumblecore a été forgé en 2005 lors du festival du film de South by Southwest par Eric Masunaga, un ingénieur du son travaillant avec Bujalski (to mumble signifie « marmonner » en anglais). Ce fut Bujalski qui employa le premier le terme lors d'une interview avec Indiewire. Les metteurs en scène de ce genre de films sont aussi parfois regroupés sous le terme « mumblecorps, » à l'instar de press corps concernant les journalistes. Les critiques ont aussi employé les termes « bedhead cinema » (« cinéma de chevet ») et « Slackavetes », un mot-valise venant de Slacker, film des années 1990, bavard et au son sale, et du nom du metteur en scène John Cassavetes.

### Mumblegore
Les films d'horreur utilisant les techniques du mumblecore ont donné lieu au terme mumblegore. Les films Baghead (2008), The House of the Devil (2009), Entrance (en) (2011), You're Next (2011), V/H/S (2012), The Sacrament (2013), Cheap Thrills (2013) et Creep (2014) sont souvent reliés à ce genre,.

## Liste de films mumblecore
- Funny Ha Ha (2002)[2]
- Kissing on the Mouth (en) (2005)[2]
- The Puffy Chair (en) (2005)[2]
- Mutual Appreciation (en) (2005)[2]
- Dance Party USA (en) (2006)[2]
- LOL (en) (2006)[1]
- Hannah Takes the Stairs (2007)[2]
- Quiet City (en) (2007)[2]
- Hohokam (2007)[2]
- Orphans (2007)[3]
- Team Picture (en) (2007)[8]
- Baghead (2008)[9]
- In Search of a Midnight Kiss (2008)[10]
- The Pleasure of Being Robbed (2008)[11]
- Nights and Weekends (2008)[12]
- Luke and Brie Are on a First Date (2008)[13]
- Alexander the Last (en) (2009)[14]
- Medicine for Melancholy (2009)[15]
- Humpday (2009)[16]
- Beeswax (en) (2009)[17]
- Lenny and the Kids (Daddy Longlegs) (2009)[18]
- Guy and Madeline on a Park Bench (2009)
- Cold Weather (en) (2010)[19]
- Tiny Furniture (en) (2010)
- Swim Little Fish Swim (2013)
- Mad Love in New York (2014)
- The Mouth (2015)
- Digging the fire (2015)
- Blue Jay (2016)